# Mercedes-AMG One
La Mercedes-AMG One (nome in codice R50 e precedentemente nota come Project One), stilizzata come ONE, è un'autovettura prodotta dalla casa automobilistica tedesca Mercedes-AMG dal gennaio 2023.

## Descrizione

### Contesto e debutto

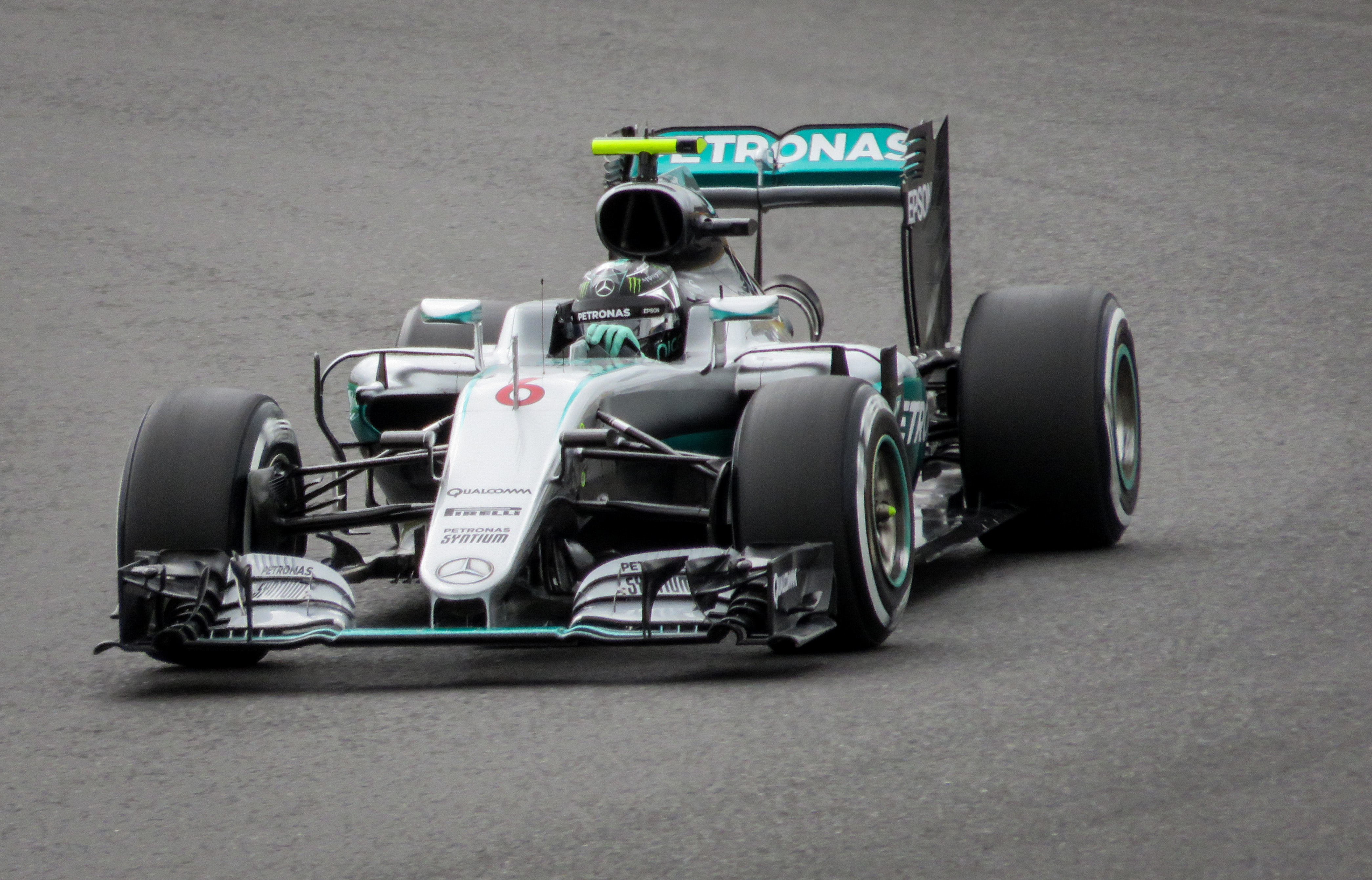
Mercedes F1 W07 Hybrid

La vettura è stata presentata sotto forma di prototipo con il nome Project One al Salone di Francoforte 2017 dal pilota di Formula 1 Lewis Hamilton e dall'allora capo della Mercedes-Benz Dieter Zetsche.
La produzione è limitata in 275 unità tutte già vendute. La Mercedes-AMG ha ricevuto il quadruplo degli ordini rispetto alla quantità di produzione prevista, dichiarando che la produzione rimane come previsto di 275 unità nonostante la maggiore domanda.
La versione definitiva è stata presentata al salone di Monaco agli inizi di settembre 2021.

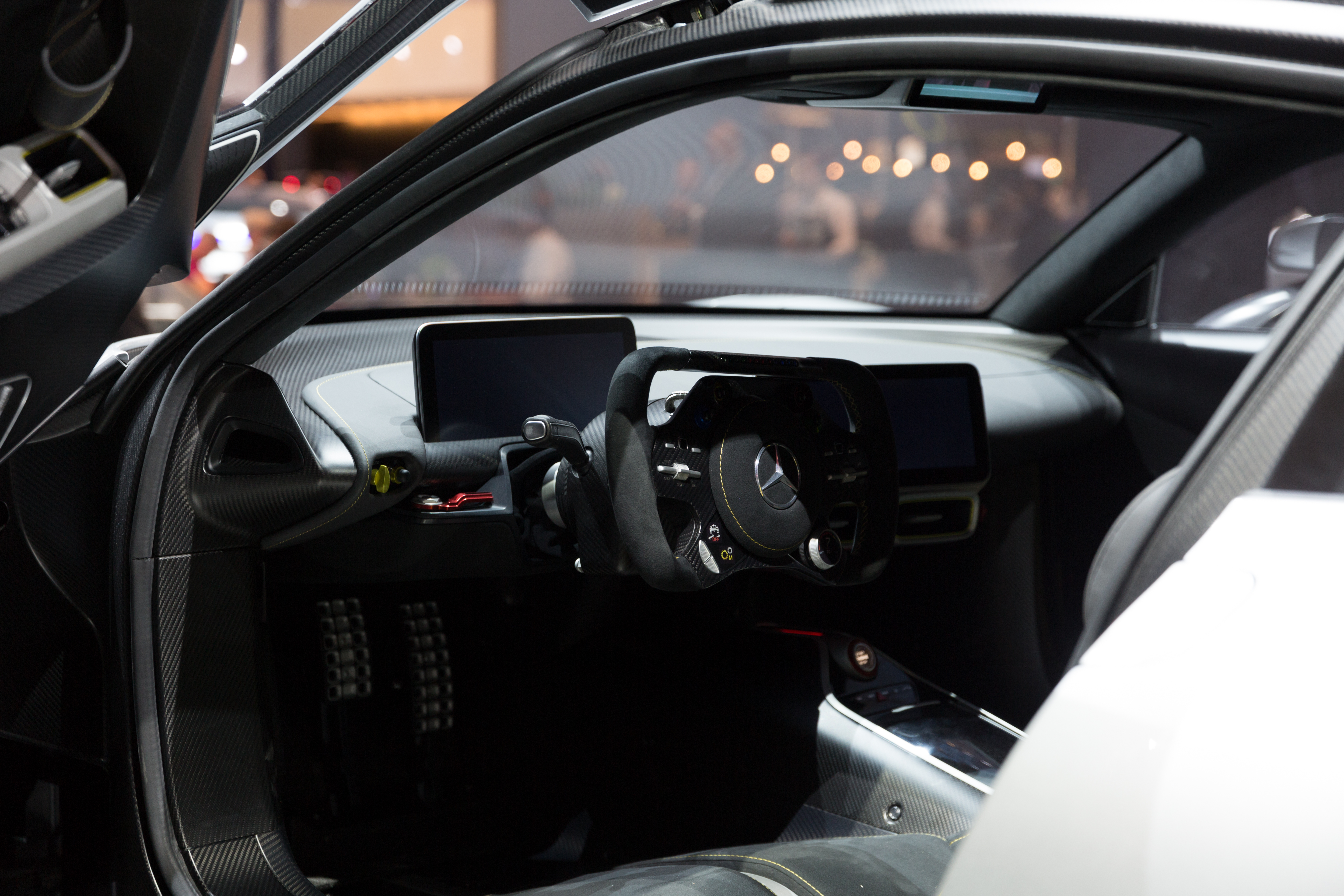
Interni

Con un tempo di 6:35.183, la vettura ha fatto registrare il record delle autovetture di serie omologate ad uso stradale più veloci sulla pista del Nürburgring; il record è stato ulteriormente migliorato a ottobre 2024, completando un giro in 6:29.090.

## Tecnica
Il propulsore della Mercedes-AMG ONE è composto da un'unità ibrida plug-in di stretta derivazione da quella della Formula 1, con un motore termico abbinato a quattro motori elettrici.
La tecnologia e sistema di propulsione si basa su quello della Mercedes F1 W07 Hybrid di Formula 1 guidata da Lewis Hamilton e Nico Rosberg, campione del mondo nel 2016, con l'utilizzo di un motore V6 di 90 gradi turbocompresso da 1,6 litri con distribuzione a cascata d'ingranaggi derivante dalla Mercedes F1 W07 Hybrid, dove sono state apportate delle modifiche al motore per essere utilizzata nella guida su strada. Tuttavia, il motore termico è progettato per durare solo 50.000 km, al raggiungimento dei quali dovrà essere sottoposto o ad una sostituzione o ad una profonda revisione.

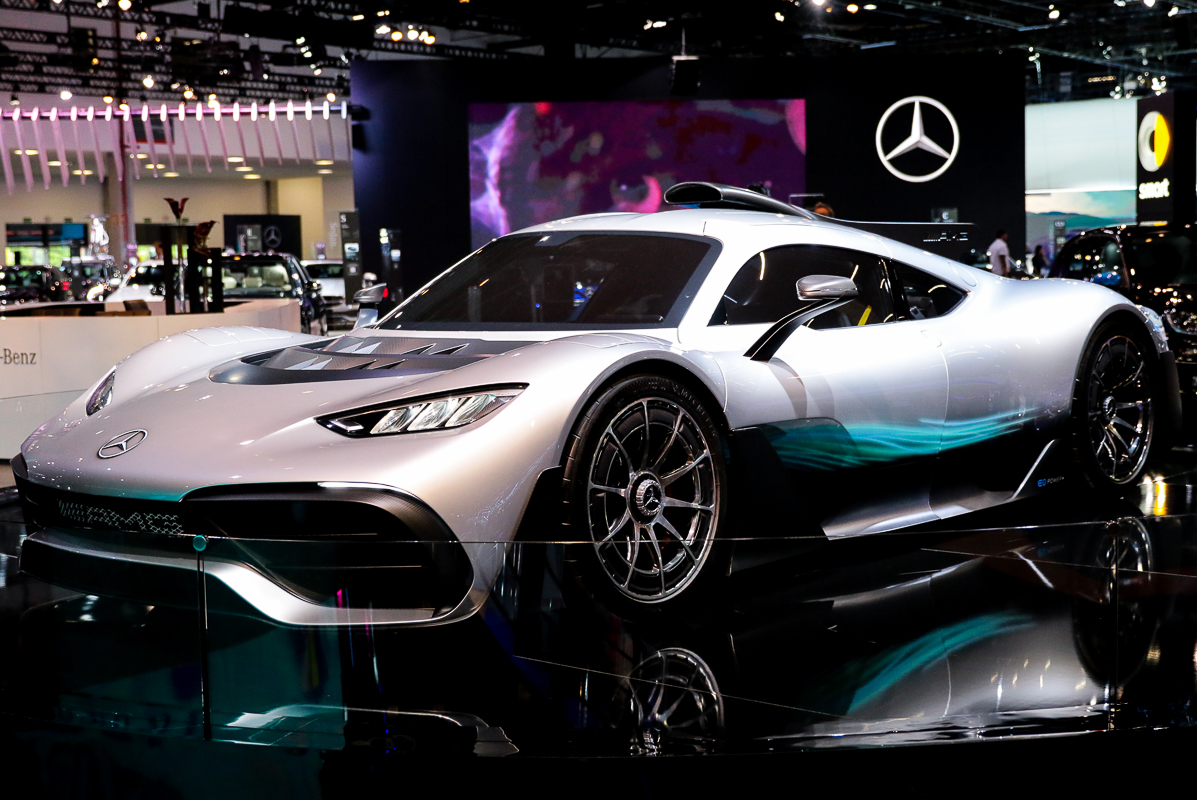
Vista anteriore del prototipo

Oltre al termico, ci sono quattro motori elettrici: uno da 120 kW (MGU-K) accoppiato al motore, uno da 90 kW (MGU-H) accoppiato al turbocompressore e due motori elettrici da 120 kW posti sull'asse anteriore a formare un sistema di trazione integrale. L'MGU-K e l'MGU-H sono derivati dalla monoposto di Formula Uno e sono adibiti al recupero di energia e al miglioramento dell'efficienza durante il funzionamento dell'auto. Più specificamente, l'MGU-K serve a generare elettricità mediante il recupero di energia nelle frenata, mentre l'MGU-H serve per eliminare il ritardo del turbocompressore e migliorare la risposta all'acceleratore mantenendo la turbina sempre in rotazione anche nei momenti in cui c'è un calo della pressione dei gas di scarico a bassi giri del motore. Gli ultimi due motori elettrici azionano le ruote anteriori per consentire una trasmissione a trazione integrale e per far sì che sia disponibile la tecnologia di Torque Vectoring. Il 1.6 turbo (che da solo eroga 574 CV) abbinato ai quattro motori elettrici sviluppano complessivamente una potenza ai 1063 CV di potenza, con un'accelerazione da 0 a 100 coperta in 2,9”, da 0 a 200 in 7” e da 0 a 300 in 15,6” con una velocità massima autolimitata elettronicamente di 352 km/h data dall'alto carico aerodinamico prodotto dal kit derivante dalla monoposto di F1. 
La One è dotata di ruote realizzate in lega di alluminio e fibra di carbonio con diametro di 19 pollici all'anteriore e 20 pollici al posteriore, con attacco monodado centrale. Gli pneumatici sono delle Michelin Pilot Sport Cup 2 con misure 285/35 ZR 19 per avantreno e 335/30 ZR 20 per il retrotreno. I freni sono a dischi autoventilanti in carboceramica sulle quattro ruote.

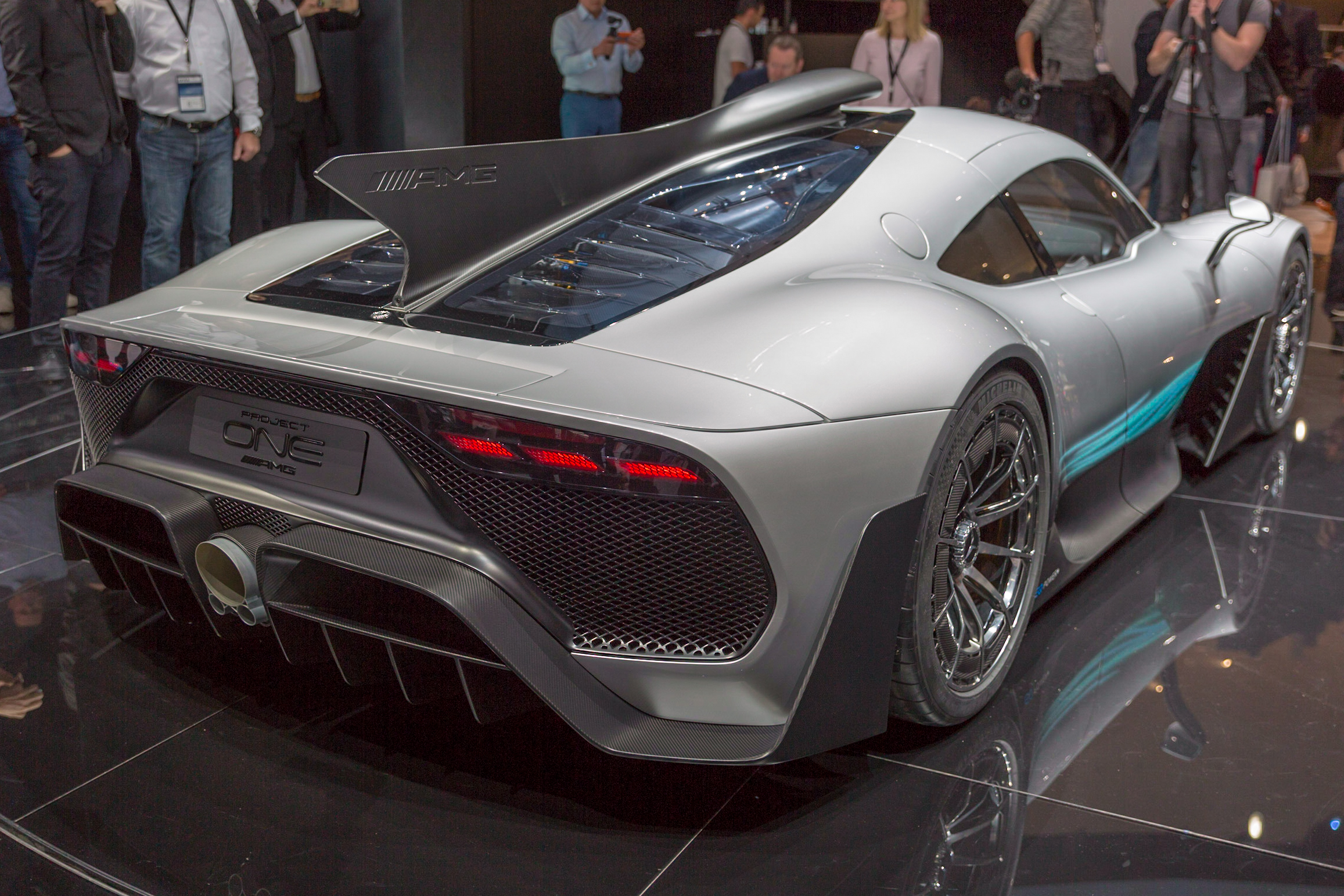
Vista posteriore del prototipo

L'interno ha un'impostazione simile a quello delle monoposto, con volante e pedali in stile Formula Uno. 
L'estetica e la carrozzeria dell'auto è progettata principalmente per adempiere all'aerodinamica. Le caratteristiche aerodinamiche principali sono le grandi prese d'aria anteriori, l'hood scoop montata sul tetto e la grande ala centrale che si estende lungo tutta la metà posteriore dell'auto, dal tetto fino allo spoiler posteriore.
La carrozzeria, come il telaio, è realizzata interamente in fibra di carbonio in modo simile a quanto avviene per la sua controparte monoposto da Formula, con il motore che svolge la funzione di assolvere a parte strutturale della vettura.